# Martina Arroyo

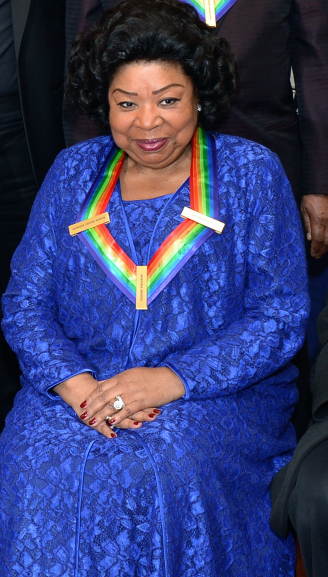
Martina Arroyo

Martina Arroyo (* 2. Februar 1937  in New York) ist eine US-amerikanische Opernsängerin (Sopran). Arroyo gilt neben Leontyne Price und Grace Bumbry als bedeutendste afroamerikanische Opernsängerin der 1960er und 1970er Jahre.

## Leben
Parallel zu ihrer Gesangsausbildung studierte Arroyo Sprachen und Literatur und arbeitete zunächst als Lehrerin. 1959 gewann sie den Gesangswettbewerb der Metropolitan Opera New York. Der erste Preis bestand zwar in einem Engagement an diesem Haus, jedoch erhielt sie dort zunächst nur kleinere Partien. Deshalb ging sie 1963 nach Europa, wo sie im Opernhaus Zürich, an der Deutschen Oper Berlin sowie der Wiener Staatsoper großen Erfolg hatte.
Ihren Durchbruch erlebte Arroyo 1965, als sie an der Metropolitan Opera New York kurzfristig für die erkrankte Birgit Nilsson als Aida in der Oper von Giuseppe Verdi einsprang. Sie trat bis 1987 dort auf und entwickelte sich zu einer der führenden Sopranistinnen des Hauses. Besonders als Verdi-Interpretin wurde sie hoch geschätzt.
Im Oktober 1983 sang sie unter der Leitung von Nicola Rescigno ihre erste Turandot bei der Canadian Opera Company (COC). Ihre Partner waren Ermanno Mauro als Calaf, Phil Stark als Kaiser und Maria Spacagna als Liu. Der Prinz von Persien dieser Vorstellung war der damals noch unbekannte Ben Heppner. Die Vorstellung wurde im Rundfunk übertragen.
Gastspiele führten die Sängerin außerdem an die Covent Garden Opera nach London, an das Teatro Colón in Buenos Aires, die Grand Opéra Paris, die Staatsopern in Hamburg, München und Stuttgart, die Nationalopern von Warschau, Belgrad, Prag, die Opernhäuser in Chicago und San Francisco. Sie arbeitete mit den bedeutendsten Dirigenten ihrer Zeit zusammen, u. a. mit Karl Böhm, Leonard Bernstein, James Levine, Riccardo Muti, Claudio Abbado und Colin Davis, mit denen sie auch CD-Aufnahmen machte. Zu ihren Kollegen auf der Bühne und im Aufnahmestudio gehörten  Plácido Domingo, Dietrich Fischer-Dieskau, Peter Schreier, Joan Sutherland, Kiri Te Kanawa und Mirella Freni. Zu ihren Liederabenden wurde sie neben anderen von dem amerikanischen Pianisten Leonard Hokanson begleitet.
1989 zog sie sich von der Bühne zurück und arbeitete fortan als Gesangspädagogin, u. a. an der Indiana University School of Music. Im Jahre 2003 rief sie die Martina Arroyo Foundation ins Leben, eine Stiftung zur Förderung junger Gesangstalente.
Im Jahr 2000 wurde sie zum Mitglied der American Academy of Arts and Sciences berufen und 2013 wurde sie mit einem Kennedy-Preis ausgezeichnet.

## Aufnahmen
- Mascagni: Cavalleria rusticana; RCA
- Meyerbeer: Les Huguenots; Decca
- Mozart: Don Giovanni; Deutsche Grammophon
- Verdi: I vespri siciliani; RCA;
- Verdi: Un ballo in maschera; EMI
- Verdi: La forza del destino; EMI
- Verdi: La forza del destino – Urfassung; Opera Rara
- Verdi: Requiem; Sony
- Schwetzinger Liederabend 1968, Klavier: Leonard Hokanson; Hänssler Classics/Naxos